# Чемпионат России по самбо среди женщин 2012
Чемпионат России по самбо среди женщин 2012 года проходил в городе Выкса с 26 февраля по 3 марта.

## Медалисты
| Весовая категория | Золото                                   | Серебро                         | Бронза                                               |
| ----------------- | ---------------------------------------- | ------------------------------- | ---------------------------------------------------- |
| до 48 кг          | Елена Бондарева Москва                   | Гаянэ Арутюнян Москва           | Зинаида Борисова Брянск Мария Молчанова Краснокамск  |
| до 52 кг          | Сусанна Мирзоян Пенза                    | Диана Алиева                    | Анна Харитонова Москва Лилия Валеева Димитровград    |
| до 56 кг          | Анастасия Валова                         | Екатерина Елизарова Казань      | Валентина Шарманова Татьяна Зенченко Владивосток     |
| до 60 кг          | Яна Костенко Владивосток                 | Анастасия Шинкаренко Можайск    | Екатерина Оноприенко Пермь Олеся Кондратьева Ангарск |
| до 64 кг          | Ирина Громова Барнаул                    | Ольга Усольцева Рязань          | Екатерина Баданова Ольга Рыжова Москва               |
| до 68 кг          | Марина Кормильцева Пермь                 | Маргарита Гурциева Владикавказ  | Ольга Захарцова Калининград Ксения Артамонова Москва |
| до 72 кг          | Светлана Галянт Петропавловск-Камчатский | Ирина Алексеева Санкт-Петербург | Таисия Киреева Челябинск Светлана Аверушкина Пермь   |
| до 80 кг          | Елена Хакимова Бузулук                   | Наталья Казанцева Тюмень        | Эльпида Асланова Анапа Елена Каменских Краснокамск   |
| свыше 80 кг       | Анна Балашова Пермь                      | Ирина Родина Пермь              | Джульетта Давтян Мария Пономарёва Санкт-Петербург    |

## Командный зачёт

### По регионам
1. Пермский край;
2. Приморский край;
3. Тюменская область.

### По округам
1. Приволжский федеральный округ;
2. Москва;
3. Центральный федеральный округ;